# Trichoreninus flohri
Trichoreninus flohri är en skalbaggsart som beskrevs av Lewis 1891. Trichoreninus flohri ingår i släktet Trichoreninus och familjen stumpbaggar. Inga underarter finns listade i Catalogue of Life.